# لازاروس أجاداكوس
لازاروس أجاداكوس (باليونانية: Λάζαρος Αγαδάκος)‏ مواليد 1980 في ماروسي، هو لاعب كرة سلة يوناني. بدأ مسيرته الاحترافية في سنة 1998. يبلغ طوله 6 قدم 10 بوصة (2.1 م).

## المسيرة الاحترافية
لعب مع نادي بانيونيس لكرة السلة من سنة 1999 إلى 2003، ثم لعب مع نادي أولمبياكوس لكرة السلة من سنة 2004 إلى 2006، ثم لعب مع نادي أريس لكرة السلة من سنة 2007 إلى 2009.

## روابط خارجية
- لازاروس أجاداكوس على موقع الدوري الأوروبي لكرة السلة (الإنجليزية)
- لازاروس أجاداكوس على موقع كرة السلة الأوروبية.كوم (الإنجليزية)
- لازاروس أجاداكوس على موقع DraftExpress.com (الإنجليزية)
- لازاروس أجاداكوس على موقع ريلجم (الإنجليزية)
- لازاروس أجاداكوس على موقع بروبوليرز (الإنجليزية)
- لازاروس أجاداكوس على موقع سبورتس رفرنس (الإنجليزية)